# Charles Cahier
Pour les articles homonymes, voir Cahier.
Charles Cahier, né le 26 février 1807 à Paris où il est décédé le 25 février 1882, est un jésuite français qui a consacré sa vie à l'archéologie et à l'histoire de l'art du Moyen Âge.

## Biographie
Il fait ses études préparatoires au Collège de Saint-Acheul à Amiens puis entre dans l'ordre des Jésuites le 7 septembre 1824. Pendant quelques années, il enseigne tour à tour dans des collèges de Paris, de Brigue (en Valais, Suisse), de Turin et de Brugelette (Belgique). Cependant, il a consacré la plus grande partie de sa vie à la collection, la classification et l'interprétation d'un nombre incalculable de trésors de l'art médiéval de la France, de la Belgique, de l'Allemagne et du reste de l'Europe. À ses yeux, leur intérêt ne résidait non seulement dans leurs qualités artistiques mais surtout dans leur témoignage de la foi catholique.
Dès 1840, il collabore avec son confrère jésuite, le Père Arthur Martin, un excellent dessinateur et le principal responsable de la collecte des matériaux artistiques que le Père Cahier classifie et interprète. Leur premier important ouvrage est une étude in-folio sur les vitraux du XIIIe siècle de la Cathédrale de Bourges, monographie dont l'essentiel a été repris par Migne. L'ouvrage le plus caractéristique de leur œuvre est le précieux Mélanges d'archéologie, d'histoire, et de littérature paru de 1848 à 1859 en quatre volumes in-quarto. Les auteurs y présentent des études abondamment illustrées sur des objets liturgiques d'or et d'argent, des émaux, des ivoires sculptés, des tapisseries, des bas-reliefs et des peintures appartenant aux périodes carolingiennes et romanes (IXe au XIIe siècle).
Cette contribution à l'histoire de l'art médiéval est plus tard suivie par quatre autres volumes intitulés Nouveaux mélanges d'archéologie, d'histoire et de littérature (1874–1877), dont le premier volume contient une biographie du Père Martin par son confrère. 
Entre-temps, le Père Cahier publie son grand oeuvre qui le rendra célèbre , une étude scientifique en deux volumes in-folio sur la perception des saints dans l'imaginaire populaire: Caractéristiques des saints dans l'art populaire (1867). Cette oeuvre jouira  immédiatement d'une grande  renommée, qui perdure encore au vu de ses rééditions. Nourrie des riches études  d'hagiographie des bollandistes  et mobilisant un immense  répertoire iconographique , elle posera par son caractère scientifique les bases de l'iconographie chrétienne qui ,concernant les saints, sera poursuivie au XXe siècle par Louis Réau. Elle  reste encore de nos jours  une source incomparable  pour les études sur la religion populaire qu'elle contribua à fonder 
Il fut également très versé dans toutes sortes d'étranges savoirs médiévaux, en particulier dans le "calendrier du peuple" ou les us et coutumes quotidiens associés à la vie liturgique de l'Église. Il a aussi écrit des études sur Noël et l'Épiphanie dans la revue Amide la religion (1848–1849), et son Calendrier populaire du temps passé dans la Revue de l'art chrétien (Paris, 1878).

## Œuvre
- Monographie de la cathédrale de Bourges, première partie. Vitraux du XIIIe siècle, Paris, 1841–1844.
- Mélanges d'archéologie, d'histoire et de littérature, Paris, 1848–1859.
- Quelque six mille proverbes et aphorismes usuels empruntés à notre âge et aux siècles derniers, Paris, 1856.
- Nouveaux mélanges d'archéologie, d'histoire, et de littérature sur le Moyen Âge, Paris, 1874–1877.
- Caractéristiques des saints dans l'art populaire, Paris, 1867.